# Dove vai sono guai!
Dove vai sono guai! (Who's Minding the Store?) è un film comico diretto da Frank Tashlin e interpretato da Jerry Lewis. Uscì nelle sale cinematografiche statunitensi il 28 novembre 1963 distribuito dalla Paramount Pictures.

## Trama
La signora Tuttle è indispettita dal fatto che sua figlia Barbara sia fidanzata con un ragazzo di una classe sociale inferiore, Norman Piffer (Phiffier, in originale).
Piffer, che si guadagna da vivere facendo il dog sitter, viene convinto da Barbara ad accettare un lavoro in uno dei grandi magazzini di proprietà della madre, la quale istruisce il direttore del negozio, il signor Quimby, ordinandogli di affidare a Norman una serie di lavori impossibili sperando che così si scoraggi e molli tutto, provando a sua figlia che il ragazzo è un fannullone che non vale niente. Invece, con il passare del tempo e un buon numero di catastrofiche esperienze nel grande magazzino, Piffer diventa sempre più determinato e sicuro di sé, costringendo Mr. Quimby ad ammettere che "è un uomo di carattere". Inoltre fa subito amicizia casualmente con il Signor Tuttle, che subito prova ammirazione per questo bravo ragazzo, per quello che ancora non sa di essere il fidanzato di sua figlia.
Nel frattempo Barbara, unica erede della fortuna dei Grandi Magazzini Tuttle, si convince sempre di più che Norman è una persona orgogliosa e fiera, disinteressata ai suoi soldi, dato che si rifiuta di sposarla fino a quando lui stesso non sarà in grado di acquistare una casa per loro due e intuisce che la madre è l'artefice di tutti i guai capitati al povero Piffer, fino all'ultima esplosiva esperienza alle prese con l'aspirapolvere di una cliente.
Infine Piffer riesce a provare il suo valore alla signora Tuttle e lei accetta di accoglierlo nella propria famiglia.

## Produzione
Dove vai sono guai venne girato tra il 25 marzo e il 22 maggio del 1963.

## Curiosità
- La scena in cui Fritz Feld serve a Lewis un piatto di formiche fritte conteneva veramente delle formiche fritte, cosa che Lewis non seppe fino al termine della scena.
- La locandina del film è visibile sullo sfondo in un altro film di Lewis, Jerry 8¾, quando Ina Balin entra in una cabina telefonica per telefonare al personaggio interpretato da Jerry, Stanley Belt.
- Nel film è contenuta la celebre scena nella quale Lewis "mima" di scrivere a macchina a tempo di musica, sulle note del brano The Typewriter di Leroy Anderson.